# Glovo
Glovo е испански стартъп за бърза търговия, основан в Барселона през 2015 г. Това е куриерска услуга при поискване, като фирмата закупува, взема и доставя продуктите, поръчани чрез нейното мобилно приложение. Glovo предлага множество услуги, като доставката на храна е най-популярната от тях. Компанията е основана от Оскар Пиер и Саша̀ Мишо̀
Името на компанията на съвременен испански се произнася подобно на думата globo, а тя означава „балон“.

## История
Компанията е основана в Испания от Оскар Пиер Микел (Oscar Pierre Miquel), който е и главен изпълнителен директор, и Саша Мишо (Sacha Michaud), който е съосновател.
Постепенно компанията се разширява и в други страни. През януари 2020 г. Glovo прекратява дейността си в Турция, Египет, Пуерто Рико и Уругвай.
През октомври 2020 г., в опит да се постигне по-голяма рентабилност, повечето дейности на Glovo в Латинска Америка са закупени от Delivery Hero, немска компания, като сделката е на стойност 272 млн. щ.д. Glovo остава предимно с операциите си в Южна и Източна Европа.

## Локации
Към февруари 2021 г. Glovo работи в повече от 23 страни:
- Африка
  - Кот д'Ивоар
  - Гана[7]
  - Кения
  - Мароко
  - Нигерия[8]
  - Африка
- Азия
  - Казахстан (четири града)
  - Киргизстан
- Централна Америка
  - Коста Рика
- Европа
  - Босна и Херцеговина
  - Хърватия
  - Грузия
  - Италия
  - Молдова
  - Черна гора
  - Полша
  - Португалия
  - Румъния
  - Сърбия
  - Испания
  - Словения
  - Украйна
  - България (от април 2021 г.)
- Южна Америка
  - Еквадор
  - Перу

## Услуги
Услугата за доставка на храна остава най-популярната услуга на компанията. Други услуги, налични в приложението, включват хранителни стоки, медикаменти, десерти, пратки и Quiero („каквото пожелаете“).
Бизнесът с храна позволява на потребителите да намират и правят поръчки в любимите си ресторанти, които се взимат, когато са готови и се доставят до прага на потребителя. Въпреки че този модел продължава да бъде нейна водеща услуга, съобщава се, че компанията експериментира с CloudKitchens и Grocery Darkstores.